# Appendicula purpureifolia
Appendicula purpureifolia är en orkidéart som beskrevs av Johannes Jacobus Smith. Appendicula purpureifolia ingår i släktet Appendicula och familjen orkidéer. Inga underarter finns listade i Catalogue of Life.